# Ларруй, Морис
Морис Ларруй (фр. Maurice Larrouy) — французский стрелок, чемпион летних Олимпийских игр 1900.
На Играх 1900 Ларруй соревновался только в стрельбе из скоростного пистолета на 25 м, и занял первое место, получив золотую медаль.

## Интересные факты
Следующим французом, выигравшим олимпийское золото в стрельбе из пистолета, стал через 100 лет Франк Дюмулен, который победил в стрельбе из пневматического пистолета на 10 м на Олимпиаде-2000 в Сиднее.